# Eyneburg
Die Burg Eyneburg in Hergenrath bei Kelmis ist eines der bedeutendsten historischen Gebäude Ostbelgiens.
Der Name Eyneburg verweist auf die Eigentümer „von Eyneberghe“ im 13. Jahrhundert. Im Volksmund hält sich die Bezeichnung Emmaburg, die auf einer Legende beruht, der zufolge Emma, angeblich eine Tochter Karls des Großen, hier mit ihrem Geliebten Einhard gewohnt haben soll.

## Lage
Die Eyneburg ist eine der wenigen Höhenburgen im alten Herzogtum Limburg, die auf einer Anhöhe gebaut wurden, während die meisten Burgen in der Ebene erbaut und von Wassergräben umgeben waren. Die Burg dominiert das linke Ufer des Flusses Göhl.

## Geschichte
Erstmals erwähnt wird die Eyneburg im Jahre 1260. Zu der Zeit befand sich die Burg als ehemaliges Lehen des Aachener Marienstiftes im Besitz des Rittergeschlechts von Eyneberghe. Namentlich Erwähnung finden Theoderich „de Eyneberghe“, Kanonikus in St. Servatius zu Maastricht um 1260, und Hermann von Eyneberg in den Jahren 1285, 1333 und 1339, sowie dessen Sohn Gerhard 1333/35 und noch später 1368 Wilhelm und Daniel von Eyneberghe.
1371 ging die Burg an die Enkelin des Gerhard von Eyneburg über, die Daem von den Bongaert ehelichte. Deren Tochter, Bela van den Bongaert, heiratete Arnold von Tzevel, wodurch 1430 der ritterliche Sitz in die Familie Tzevel überging. Aufgrund der Eheschließung zwischen Belas Tochter Johanna von Tzevel und Johann Dobbelstein zu Donrath wechselte die Burg für die nächsten drei Jahrhunderte in den Besitz der Familie Dobbelstein. Diese betrieb ab der ersten Hälfte des 16. Jahrhunderts am Fuße der Burg entlang des Bachverlaufs der Göhl eine Kupfermühle mit einem unterschlächtigen Wasserrad. Zu einem unbekannten Zeitpunkt wurde sie stillgelegt. Von dem ehemaligen Mühlenkomplex sind mittlerweile nur noch rudimentäre, meist zugewachsene und verwilderte Reste sichtbar.

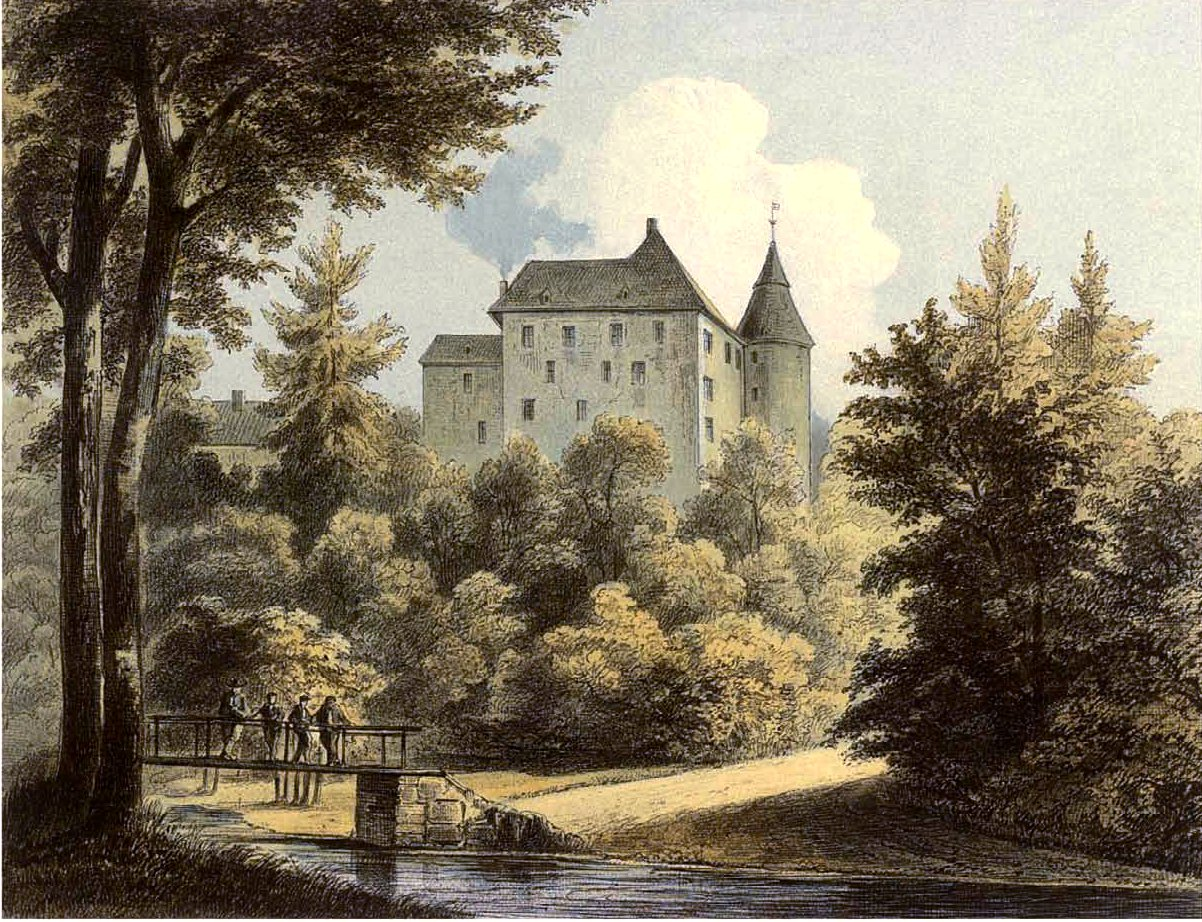
Eyneburg um 1860, Sammlung Alexander Duncker

1640 brannte die Burg aus, woraufhin Johann von Dobbelstein, verheiratet mit Helwige von Horion, den Burgenkomplex neu und größer aufbaute (1648).
Der Baron Karl August Dobbelstein von Donrath, der 1778 Burgherr wurde, verkaufte „la noble seigneurie d’Eyneburg“ 1786 an Rainer Josef Turbet aus Aachen. Im 19. Jahrhundert wechselten die Besitzer mehrfach. 1809 verkauften die Erben den alten Rittersitz an den Lütticher Bankier Gérard Nagelmackers. Von diesem erwarb sie 1836 der Freiherr Florent von Thiriart zu Mützhagen, der sich nun „zu Mützhagen und Eyneburg“ nannte. Danach ging der mehrere Hektar umfassende Besitz an dessen Großneffen, den Baron de la Rousselière-Clouard über, bis 1897 der Aachener Tuchfabrikant Theodor Nellessen (1842–1926) die Burg kaufte und sie bis 1900/1901 durch den Straßburger Dombaumeister Ludwig Arntz wieder aufbauen ließ. Die heutige Kapelle wurde ebenfalls zu Beginn des 20. Jahrhunderts hinzugefügt. An die Zeit der Familie Nellessen auf der Burg erinnert ein Wappenturm unweit des Casinoweihers in Kelmis sowie ein Gedenkstein für Theo Nellessen (1901–1995), der letzte Besitzer der Burg aus der Familie, im Gemeindewld von Kelmis unweit der dortigen Funkstation.
1958 trennte sich die Familie Nellessen von der Burg und den umliegenden Ländereien. Das Innere der Burg beherbergte eine ungewöhnlich reiche Ausstattung an alten Kunstgegenständen verschiedener Art: Möbel, Skulpturen, Gemälde, Goldschmiedearbeiten sowie Porzellane. Sie gehört zu der Sammlung der Witwe Theodor Nellessens in Aachen. Zum Teil wurde diese kostbare Innenausstattung jedoch im Auktionshaus Lempertz in Köln versteigert. Die Burg ging anschließend in den Besitz der Hergenrather Kalkwerke A.G. über.
Am 18. Juli 1966 wurde die Eyneburg unter Denkmalschutz gestellt.
2001 wurde die Burg von der Eyne GmbH gekauft und ein Projekt unter dem Titel „Die Eyneburg soll leben“ gestartet. Deren Anliegen ist es, ein europäisches Zentrum für erlebbares Mittelalter zu errichten.
Im Dezember 2022 wurde bekannt, dass die Deutschsprachige Gemeinschaft die Burg gekauft hat.
im Januar 2024 wurde eine Absichtserklärung zwischen der Eyne GmbH und dem Investor Jean-Paul Biltiau unterzeichnet um die Eyneburg zu einem historischen Erlebnispark werden zu lassen.

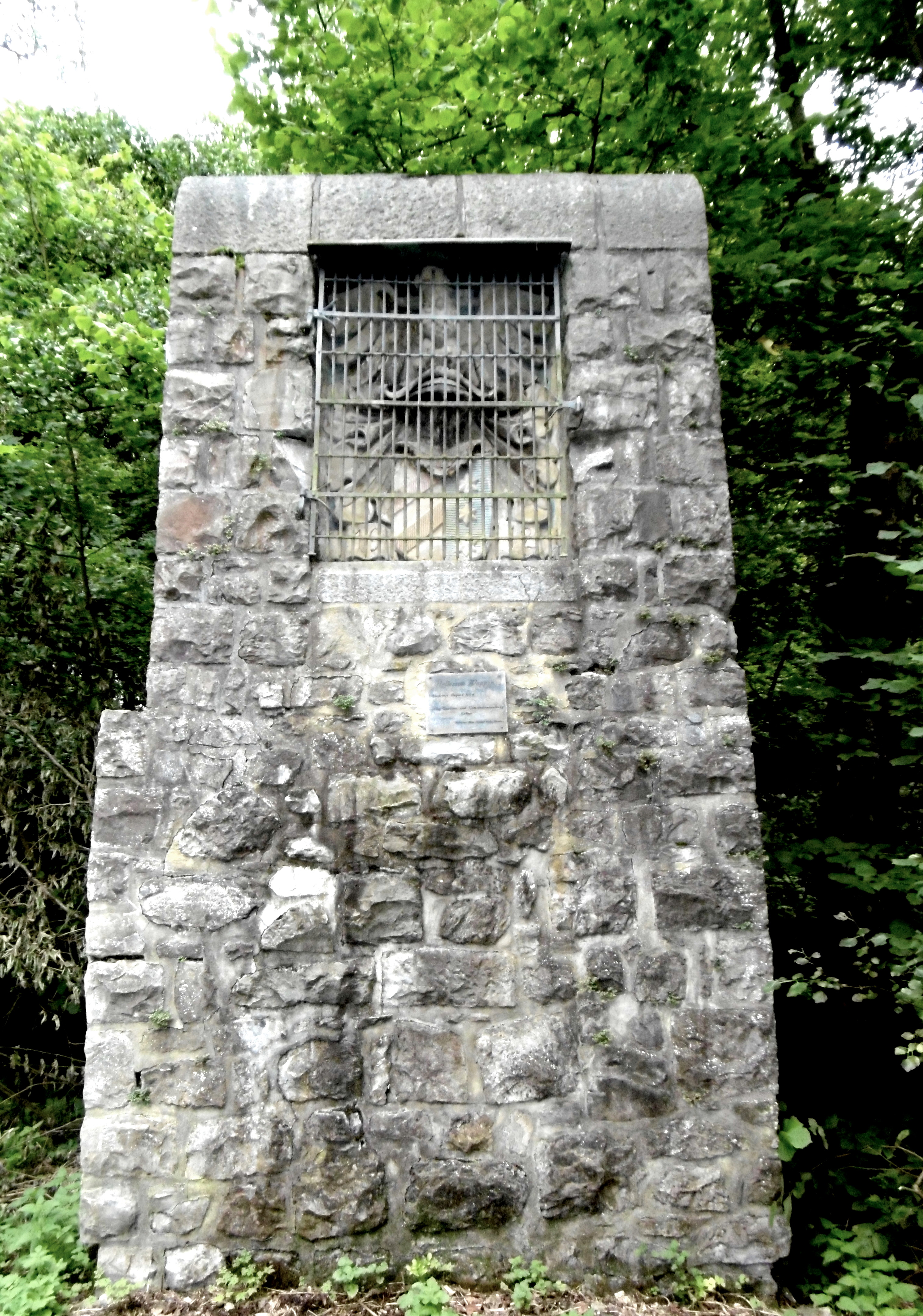
Wappenturm
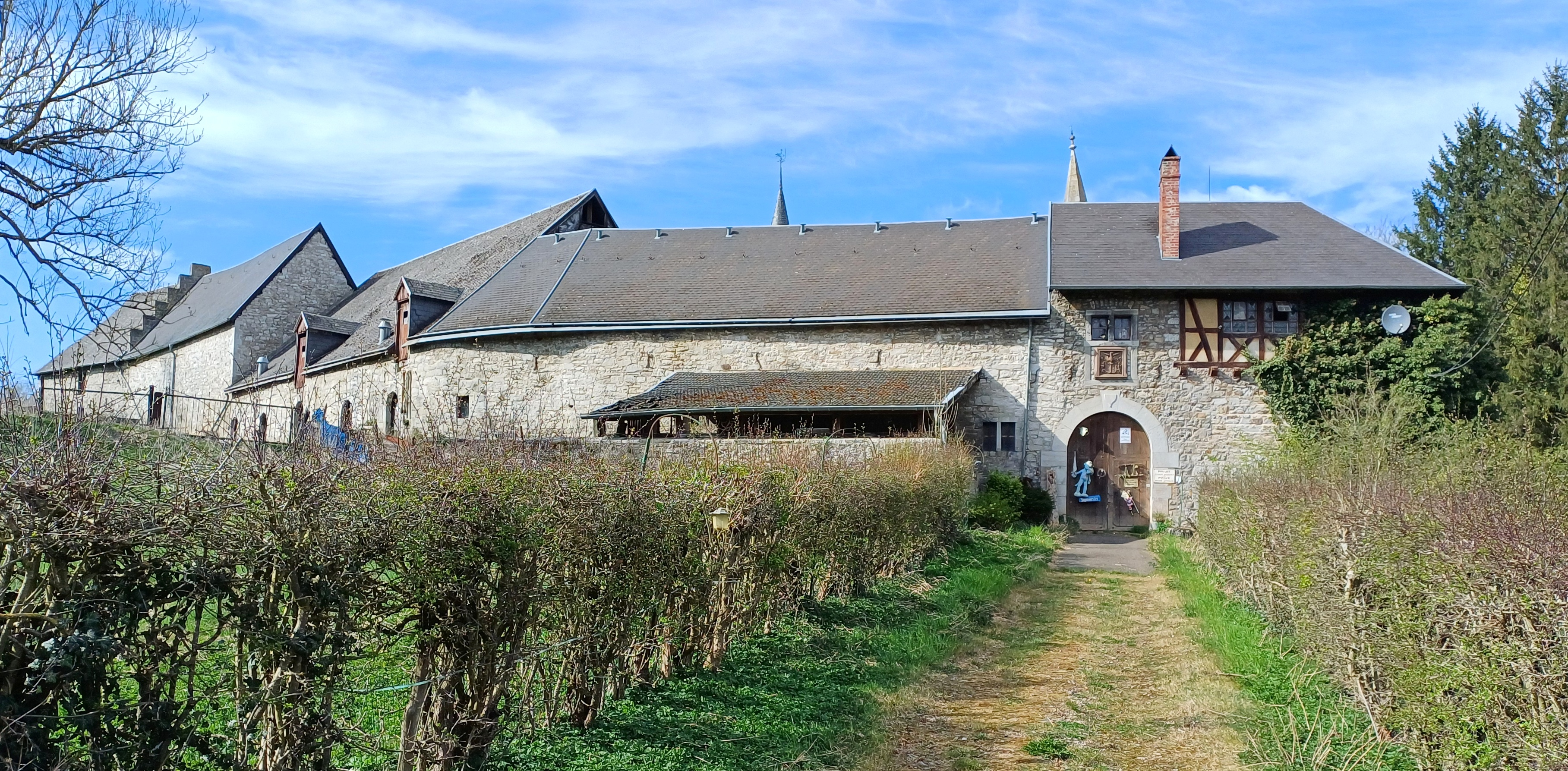
Emmaburg, Wiesenseite
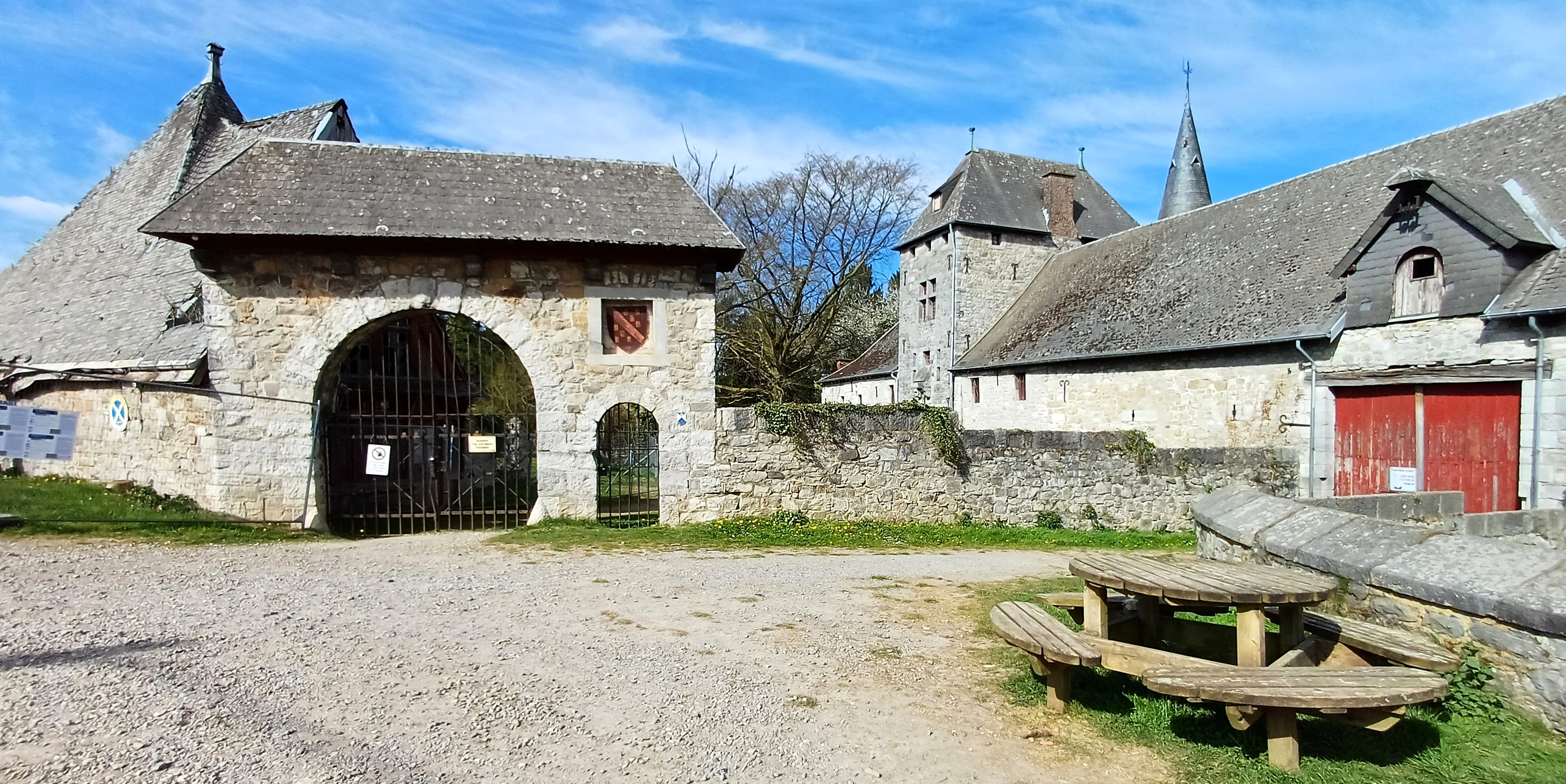
Emmaburg, Toreinfahrt
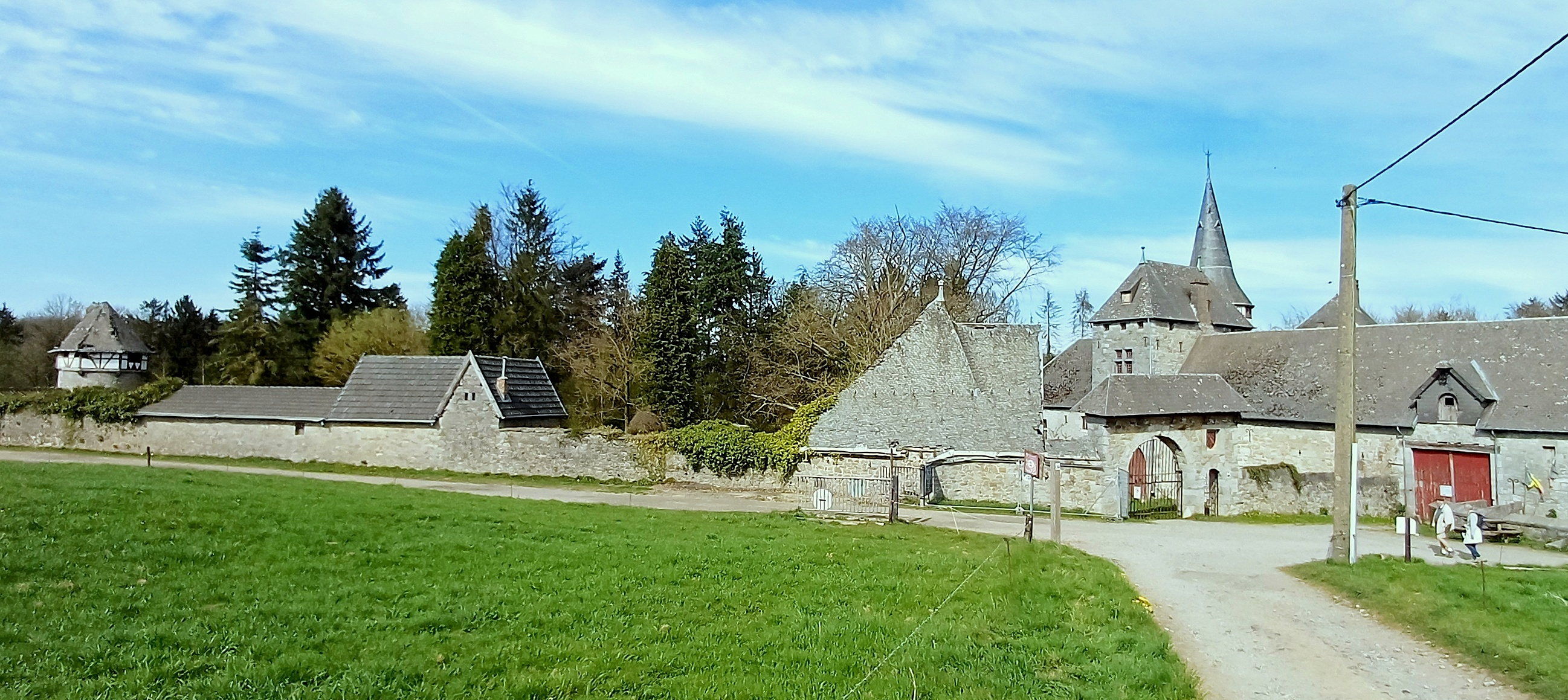
Emmaburg, Seitenansicht
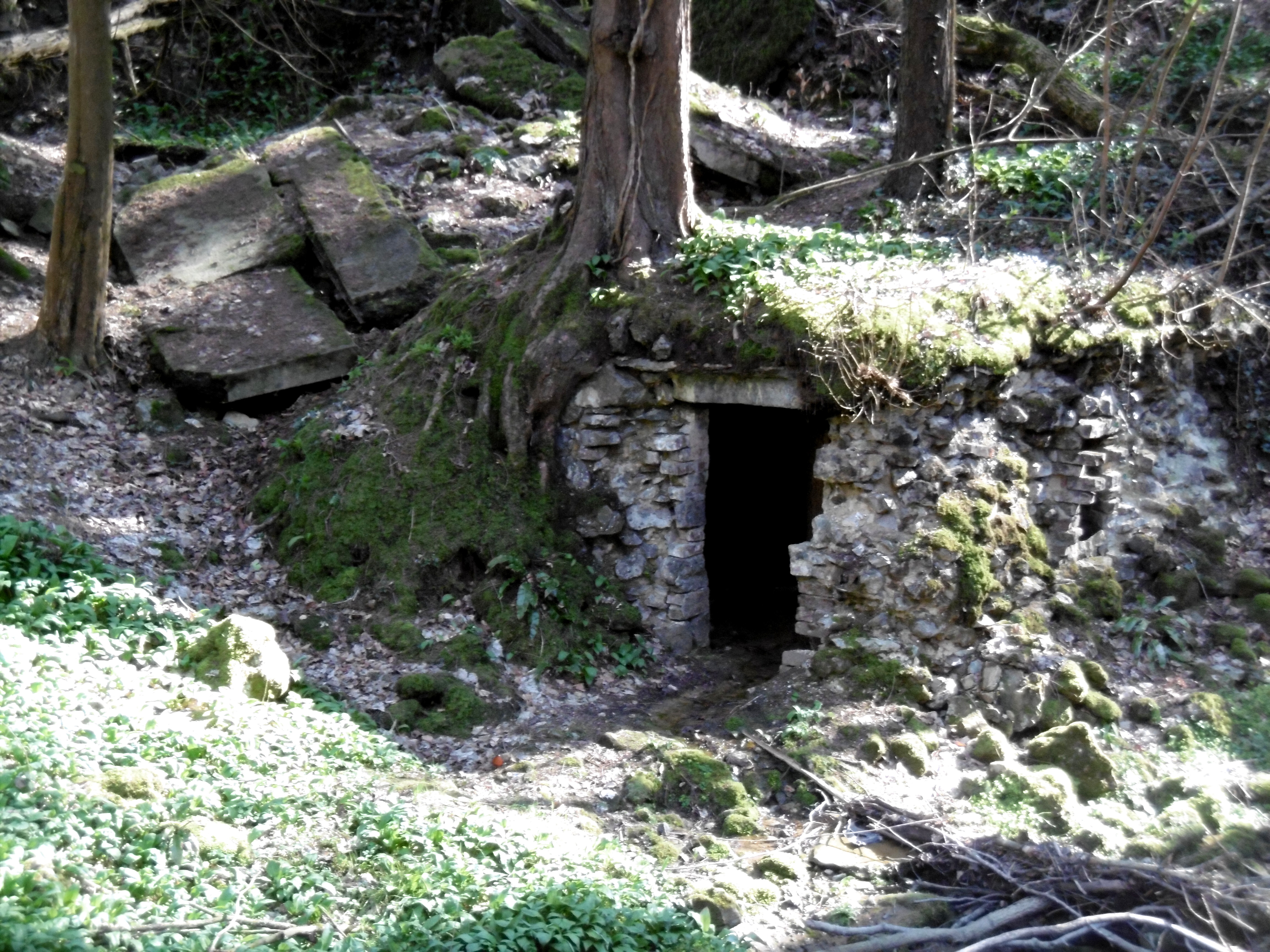
Reste der Dobbelsteinmühle
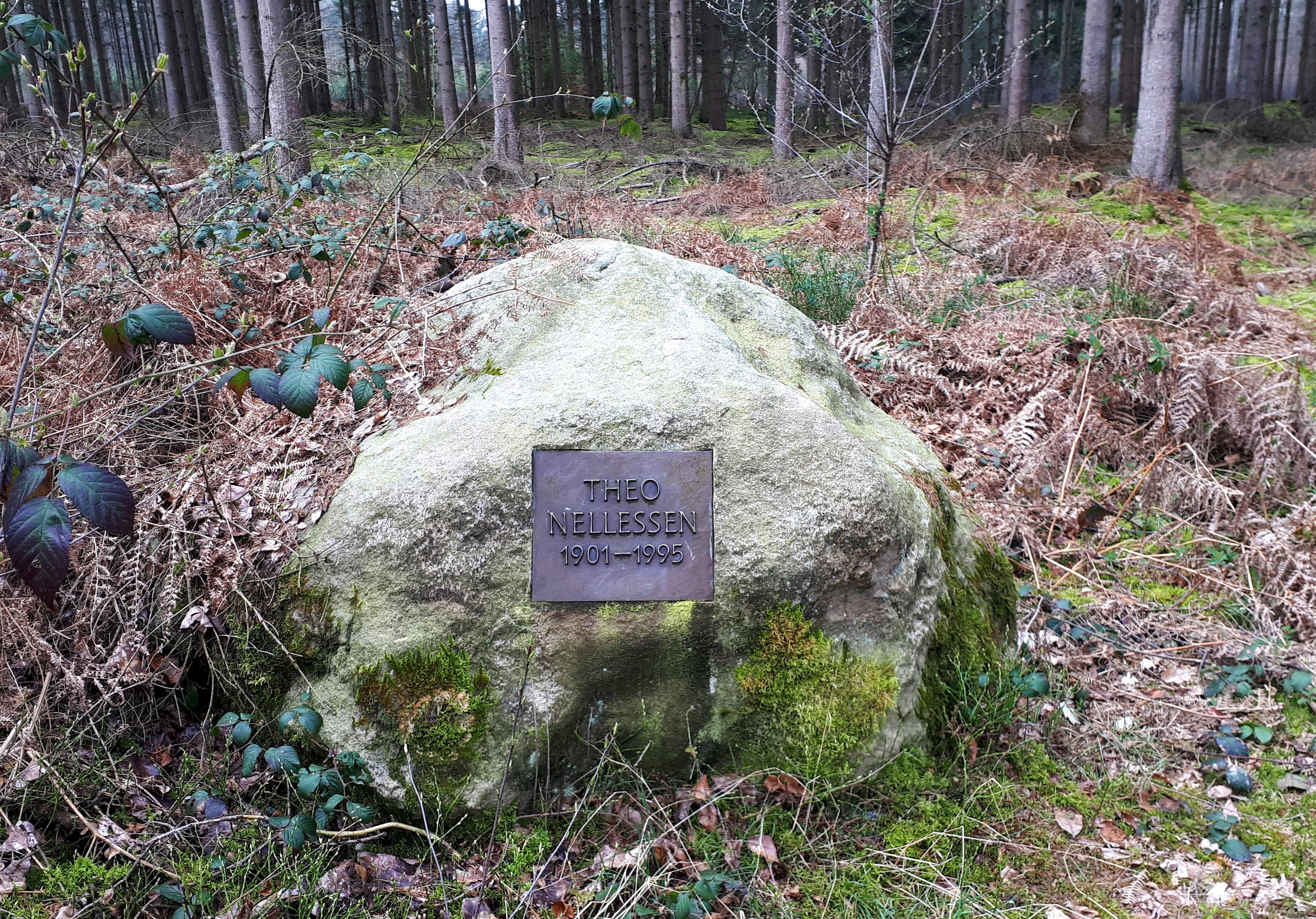
Gedenkstein Theo Nellessen

## Anlage

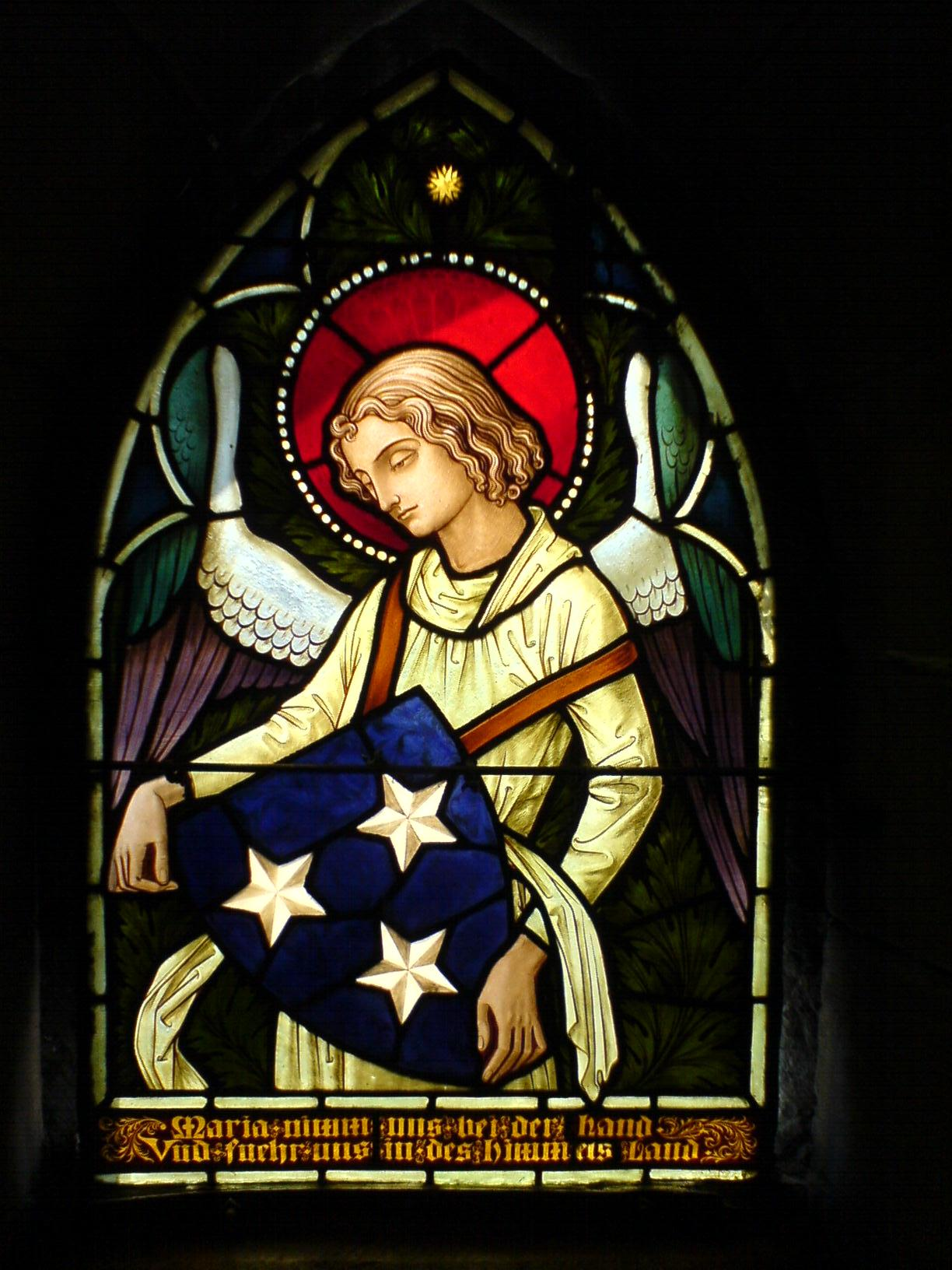
Neugotisches Glasfenster aus der Kapelle
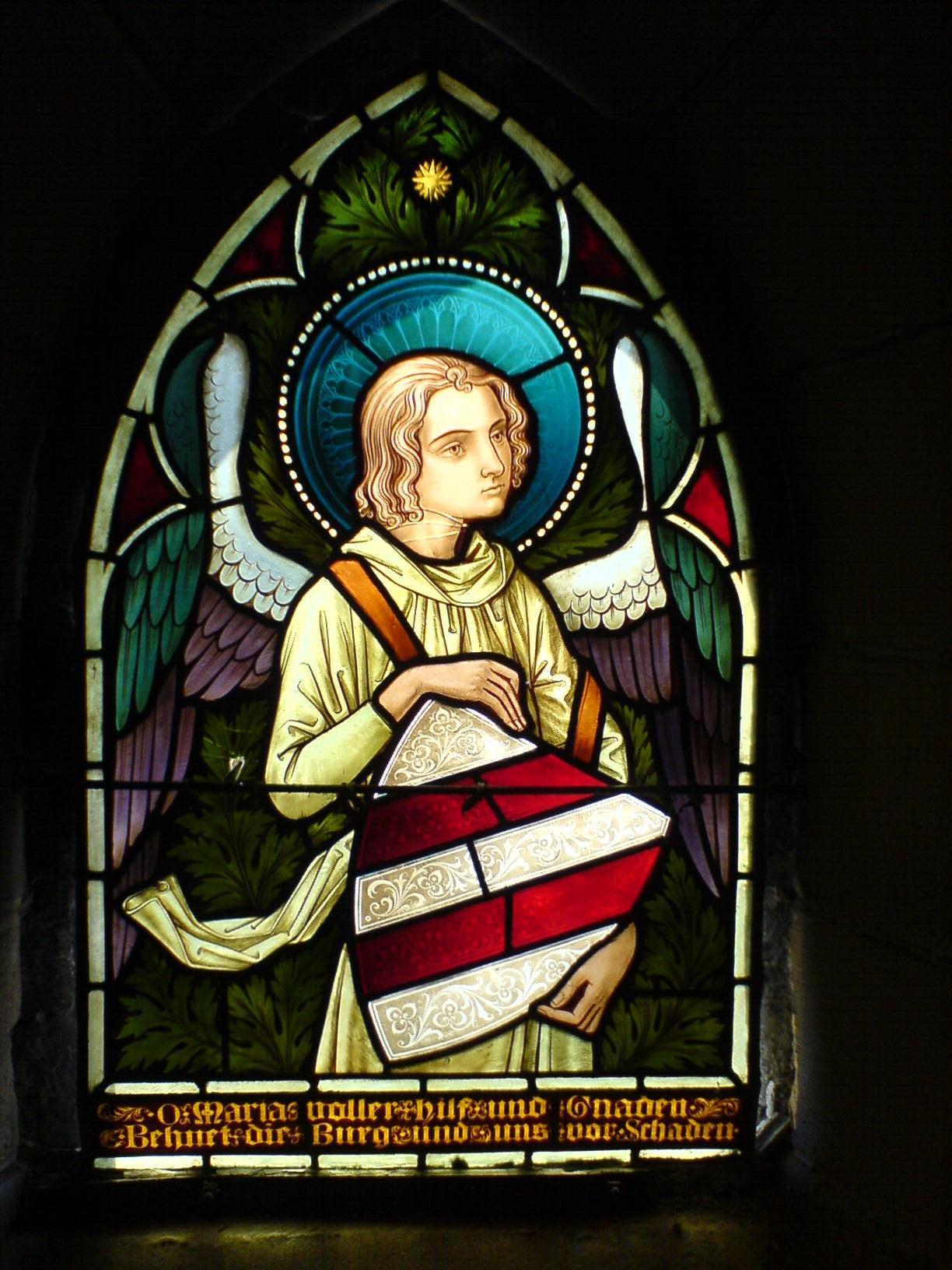
Neugotisches Glasfenster aus der Kapelle

Der umfangreiche Komplex besteht aus dem Burgbereich mit Bergfried und Kapelle und einem landwirtschaftlich genutzten Hof. Die Burg ist eine geschlossene Anlage, die zum Teil von schützendem Mauerwerk umgeben ist. Außerhalb des inneren Burggeländes befindet sich eine ebenfalls von Mauern eingefasste Parkanlage. Seit 2011 ist die Burg geschlossen, der Öffentlichkeit nicht mehr zugänglich.
Von der ersten Anlage der Burg ist der große, runde Bergfried im Kern erhalten. Er wurde aus schichtmäßigem Bruchstein in drei Geschossen errichtet. Das zweite Geschoss weist nach Nordwesten einen modernen Erker auf, westlich eine schmale Schießscharte. Ansonsten ist der Turm geschlossen. Ehemals trug er eine Kegelhaube, bei der Restaurierung wurde er um ein kleines Fachwerkgeschoss erhöht und wiederum mit einem Kegeldach bekrönt.
An den Bergfried fügten im 15. Jahrhundert die letzten Herrn von Eyneburg einen stattlichen neuen Palas an, der durch den Brand von 1640 wieder zerstört wurde. Beim Neubau wurde der Palas um ein Geschoss erhöht. Das zweite Geschoss zeigt in der Höhe der Fenster mehrere Steinkonsolen als Zeichen des Abschlusses des ersten Baues aus dem 15. Jahrhundert. Das unregelmäßig abgesetzte Mauerwerk macht den Aufbau aus dem 17. Jahrhundert deutlich sichtbar. Das Dach, auf hölzernen Schleifkonsolen, ist bei der Restaurierung erneuert worden. Zum Hof hin ist der Palas durch moderne Vorbauten teilweise verdeckt. Einzelne rundbogige Eingänge und alte, zum Teil vermauerte Kreuz- und Quersprossenfenster lassen das ursprüngliche Aussehen erahnen.
Im Laufe des 19. Jahrhunderts war die Burg stark verfallen. Daher ließ Theodor Nellessen sie nach seinem Ankauf im Jahr 1897 von dem Dombaumeister Arntz wiederherstellen und teilweise ausbauen. Die heute noch erhaltene neugotische Kapelle wurde nach den Plänen des Aachener Architekten Johannes Richter erbaut und fügt sich harmonisch in die Gesamtanlage ein.
Die Vorburg hat weniger Änderungen erfahren. Der zweigeschossige Nordflügel stammt aus dem 17. Jahrhundert, ist jedoch zur Hofseite hin erneuert worden. Die Südhälfte des Westflügels entstand im 15., die Nordhälfte mit den Quersprossenfenstern im 17. Jahrhundert.
Die Außenmauern des langgestreckten Südflügels gehören den Bauphasen im 15. bis 16. Jahrhundert an, während die Innenseite in ihrer Westhälfte auf das 17. Jahrhundert zurückgeht. Hier findet man über einem Tor das Wappen des Freiherrn Johann Karl von Donrath zu Dobbelstein und dessen Gemahlin Catharina Freiin von Westerholt-Lembeck mit der Jahreszahl 1722.

## Sage
Im 19. Jahrhundert wurde Hergenrather Burg mit der Sage von Eginhard und Emma in Verbindung gebracht. Danach soll Eginhard an der Stelle einer Hütte im Wald, in der er und Emma nach ihrer Verbannung vom Hof gelebt haben, ein Jagdschloss errichtet und nach seiner Frau Emmaburg benannt haben. An der Stelle des Jagdschlosses sei dann später die Burg entstanden, habe den Namen aber bewahrt. Ein Bronzerelief im Burghof, das Werk eines Kölner Künstlers von 1906, zeigt Karls Tochter Emma, die unter den ungläubigen Blicken ihres Vaters ihren Geliebten Eginhard durch den Schnee in seine Gemächer zurückträgt. In anderen Fassungen der Sage wird jedoch als Wohnstätte der beiden Seligenstadt am Main angegeben.
Die Burg spielt eine Rolle in der Sage von den Hinzenmännchen. Diese sollen demnach zunächst in einem Höhlensystem unterhalb der Emmaburg gewohnt und dort nachts gespukt haben. Erst als mit Hilfe der Aachener dicht an die Felsen der Burg eine Kapelle gebaut wurde, deren Glockenklang sie vertrieb, zogen sie durch einen unterirdischen Gang in das Höhlensystem unter dem Heinzenturm in Aachen.